# Vizcondado de Villarrubio
El vizcondado de Villarrubio es un título nobiliario español, creado por la reina Isabel II de España el 2 de junio de 1849, para su hermano uterino Juan María Bautista Muñoz y Borbón, hijo de la reina regente María Cristina, viuda y sobrina materna que fue del rey Fernando VII, y de su segundo esposo Agustín Fernando Muñoz y Sánchez, I duque de Riánsares, I marqués de San Agustín y I duque de Montmorot Par de Francia (título no reconocido en España).

## Denominación
Su nombre hace referencia a la localidad de Villarrubio, en la provincia de Cuenca.

## Armas
En campo de azur, una faja de plata, con tres ánsares de sable, picados de gules y puestos en faja. Lema: Regina coeli juvante.

## Vizcondes de Villarrubio
|                                 | Titular                                   | Periodo                |
| Creación por Isabel II          | Creación por Isabel II                    | Creación por Isabel II |
| ------------------------------- | ----------------------------------------- | ---------------------- |
| I                               | Juan María Bautista Muñoz y Borbón        | 1849-1863              |
| Rehabilitación por Alfonso XIII |                                           |                        |
| II                              | María de las Mercedes de Jáuregui y Muñoz | 1924-1968              |
| III                             | Florencio Gavito y Jáuregui               | 1970-1981              |
| IV                              | María Fernanda Gavito y Mariscal          | 1981-actual titular    |

## Historia de los vizcondes de Villarrubio
- Juan María Bautista Muñoz y Borbón (Madrid, 29 de agosto de 1844-Pisa, 2 de abril de 1863), I vizconde de Villarubio, I conde del Recuerdo, título concedido por la reina Isabel II el 29 de febrero de 1848,[1] y II duque de Montmorot, título francés no reconocido en España que su padre le cedió.[2] Falleció a los 19 años, soltero y sin descendientes.[2]

Rehabilitado en 1924
- María de las Mercedes de Jáuregui y Muñoz (Pamplona, 23 de febrero de 1891-Ciudad de México, 13 de septiembre de 1968), II vizcondesa de Villarrubio, IV vizcondesa de la Alborada, grande de España y III marquesa de Villa Marcilla.[3] Hija de Luis María de Jáuregui y Arizteguieta, I marqués de Villa Marcilla, y de Rita Muñoz y Bernaldo de Quirós, II vizcondesa de la Alborada.[4] Su padre solicitó para ella en 1924 la rehabilitación del vizcondado de Villarrubio, en 1946 sucedió en el vizcondado de la Alborada y en 1949 solicitó la sucesión en el marquesado de Villa Marcilla por el fallecimiento de su hermano Fernando sin sucesión. Cedió en 1953 el marquesado de Villa Marcilla a su hijo, el IV marqués.[4]

Contrajo matrimonio en San Sebastián, el 16 de enero de 1924, con Florencio Gavito y Bustillo. Le sucedió su hijo:
- Florencio Gavito y Jáuregui (Biarritz, 5 de junio de 1927- Ciudad de México 28 de octubre de 2005), III vizconde de Villarrubio,[5] V vizconde de la Alborada, grande de España[6] y IV marqués de Villa Marcilla desde 1953.[4]

Casó en Ciudad de México el 20 de junio de 1950, con María de la Gloria Mariscal y Villela, nacida en Ciudad de México y fallecida en el mismo lugar el 17 de junio de 2008, hija de Fernando y Antonia. Le sucedió su hija:
- María Fernanda Gavito y Mariscal (n. Ciudad de México, 10 de julio de 1961), IV vizcondesa de Villarrubio por distribución de su padre en 1981.[8]

Casó en la Ciudad de México, el 20 de marzo de 1982, con Guillermo Jenkins y de Landa (Ciudad de México, 5 de julio de 1959-), hijo de Guillermo Jenkins Anstead y de Elodia Sofía de Landa e Irizar.